# Renato Bertacchini
Renato Bertacchini (Modena, 29 gennaio 1921 – Modena, 30 agosto 2011) è stato un giornalista e critico letterario italiano.

## Biografia
Giornalista e critico letterario, Renato Bertacchini fu uno studioso dell'opera di Carlo Collodi e della civiltà letteraria dell'Ottocento e del Novecento italiano. Ricoprì peraltro la carica di consigliere a vita della Fondazione nazionale Carlo Collodi e fu membro dell'Edizione Nazionale delle Opere di Collodi.
In ambito saggistico curò alcuni manuali di storia letteraria per le scuole superiori, tra cui Il romanzo italiano dell'Ottocento, Il romanzo del Novecento in Italia e un volume storico-antologico sulla letteratura dell'Emilia-Romagna.
Collaborò alle pagine culturali del Resto del Carlino e de Il Giornale e alle riviste Studium, Il Mulino, Nuova Antologia, Il Borghese.
Curò varie voci per il Dizionario biografico degli Italiani della Treccani (Giacomo Debenedetti, Gaetano Arcangeli, Enrico Falqui e Piero Bargellini, ecc.).

## Opere
- Giani Stuparich, Messina, Firenze, G. D'Anna, 1957.
- Per una lettura de L'eredità di Pratesi, Firenze, Leo S. Olschki, 1959.
- Collodi narratore, Pisa, Nistri-Lischi, 1961.
- Cultura e societa nel romanzo del Novecento, Torino, Società Editrice Internazionale, 1974.
- La narrativa italiana dell'Ottocento, Torino, Società Editrice Internazionale, 1974.
- Le riviste del Novecento : introduzione e guida allo studio dei periodici italiani : storia, ideologia e cultura, Firenze, Le Monnier, 1980.
- Carlo Cassola : introduzione e guida allo studio dell'opera cassoliana, Firenze, Le Monnier, 1983.
- Le avventure ritrovate : Pinocchio e gli scrittori italiani del Novecento, Pescia, Fondazione nazionale C. Collodi, 1983.
- Emilia Romagna, Brescia, La scuola, 1987.
- Il romanzo del Novecento in Italia : dal Piacere al Nome della rosa, Roma, Edizioni Studium, 1992.
- Il romanzo italiano dell'Ottocento : dagli scottiani a Verga, Roma, Edizioni Studium, 1996.
- Daniela Marcheschi (a cura di), Le fate e il burattino : Carlo Collodi e l'avventura dell'educazione, Bologna, EDB, 2015, ISBN 978-88-10-55851-5.